# پیرن ام شیمزی
پیرن ام شیمزی (به آلمانی: Prien am Chiemsee) یک شهر در آلمان است که در بایرن واقع شده‌است.

## خصوصیات
پیرن ام شیمزی ۲۰٫۶۹ کیلومترمربع مساحت دارد ۵۲۰-۶۱۰ متر بالاتر از سطح دریا واقع شده‌است.

## خواهرخوانده
شهرهای کیژواردا، Graulhet و Valdagno خواهرخوانده‌های پیرن ام شیمزی هستند.